# تراساجيس (إيطاليا)

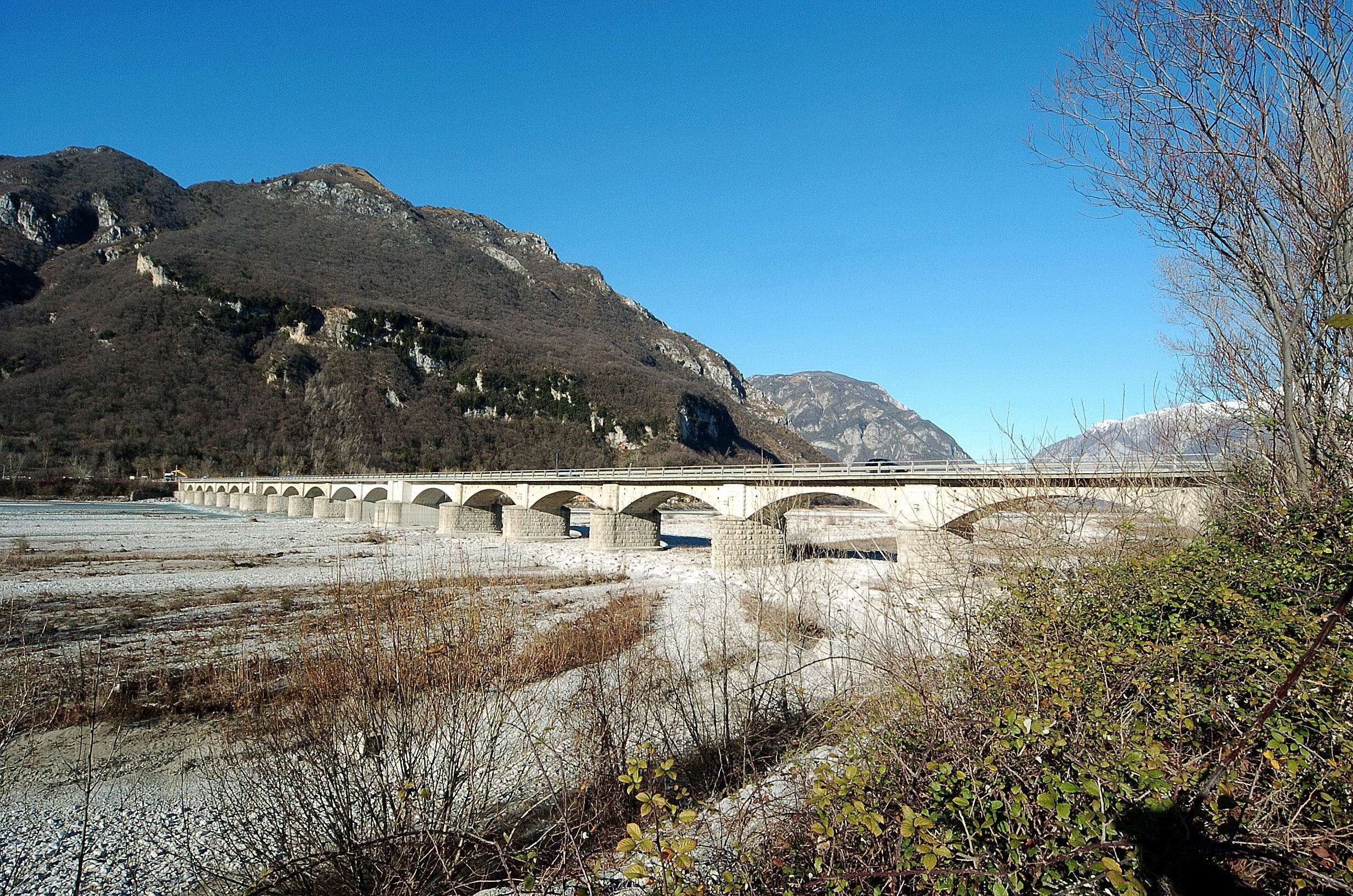
جسر المدينة.

تراساجيس؛ (Friulian بالنطق المحلي) هي بلدية (محافظة) في مقاطعة أوديني تقع في منطقة فريولي فينيتسيا جوليا الإيطالية على بعد حوالي 90 كيلومتر (56 ميل) شمال غرب ترييستي وحوالي 25 كيلومتر (16 ميل) شمال غرب أوديني.
وتقع تراساغيس على حدود البلديات التالية: بوردانو، وكافازو كارنيكو، وفورجاريا نيل فريولي، وجيمونا ديل فريولي، وأوسوبو، وفيتو دي أسيو.

## روابط خارجية
- الموقع الرسمي